# إسحاق والتون
كان إسحاق والتون (المعمد في يوم 21 سبتمبر عام 1593 - المتوفى في يوم 15 ديسمبر عام 1683) كاتبًا إنجليزيًا يشتهر بتأليف كتاب «الصياد الكامل». كذلك كتب عددًا من السير الشخصية القصيرة التي تناولت إحداها سيرة صديقه جون دون. جمعت هذه السير ضمن كتاب «حيوات والتون».
ولد والتون في بلدة ستافورد في نحو عام 1593، وانتقل إلى لندن ليعمل كتاجر أقمشة حين كان في سن المراهقة. صادق الشاعر ورجل الدين جون دون حين كان في العاصمة. عاد والتون إلى مسقط رأسه في مقاطعة ستافوردشاير، واستقر في قرية شالوفورد عقب الهزيمة التي مني بها الملكيون في معركة مارستون مور في عام 1644؛ إذ كان والتون من أنصار الملكية خلال الحرب الأهلية الإنجليزية. ورغم أنه عاد إلى لندن بحلول عام 1650، إلا أن تجاربه في شالوفورد أمدته بالمواضيع التي مكنته من تأليف كتاب «الصياد الكامل» الذي نشر للمرة الأولى في عام 1653. كان الكتاب عبارة عن احتفال بفن وروح صيد السمك. نشر والتون سيرًا شخصيةً لعدة أشخاص على مر حياته ومن جملتهم دون وهنري ووتون. جمعت هذه السير في ما بعد تحت اسم «حيوات والتون».
كان تشارلز لام من المعجبين بنتاج والتون الأدبي. وقد أطلق اسمه على عدد من الأماكن والمنظمات في كل من بلده الأم والولايات المتحدة وكينيا. بادر والتون إلى منح مقر إقامته في شالوفورد للفقراء المحليين، واحتُفظ بالمنزل الآن كمتحف مكرس لإرثه.

## السيرة الشخصية
ولد والتون في بلدة ستافورد في نحو عام 1593. يذكر سجل المعمودية -الذي يرجع تاريخه إلى 21 سبتمبر عام 1593- اسم الأب على أنه جيرفيس. توفي والده، وهو صاحب نزل ومالك إحدى الحانات، قبل أن يبلغ إسحاق الثالثة من العمر، ودفن في شهر فبراير من عام 1596 أو عام 1597 تحت اسم جارفيكوس والتون. وبعدها تزوجت والدته من صاحب نزل آخر يدعى بورن، والذي أشرف على إدارة نزل البجعة بستافورد في وقت لاحق. كذلك كان لدى إسحاق شقيق يدعى أمبروز بحسب ما أشارت إليه أحد إدخالات السجل الأبرشي، والتي وثقت دفن شخص يدعى أمبروسيوس فيليوس جيرفيس والتون في شهر مارس من عام 1595 أو عام 1596.
حدِد تاريخ ميلاده بصورة تقليدية في يوم 9 أغسطس عام 1593، بيد أن هذا التاريخ يستند على خطأ في تفسير وصيته التي أصبحت سارية في يوم 9 أغسطس عام 1683.
يسري الاعتقاد القائل إنه تلقى تعليمه في بلدة ستافورد قبل أن ينتقل إلى لندن حين كان في سن المراهقة. غالبًا ما وصِف بعمله تاجرًا للمعدات، غير أنه تدرب على العمل كتاجر قماش، وهي مهنة تتبع لشركة تجار المعدات. كان لديه متجر صغير في الطابق العلوي من مبنى بورصة توماس غريشام الملكية الواقع في حي كورنهيل.
أصبح لديه متجر في شارع فليت على بعد مبنيين غرب شارع تشانسيري في أبرشية القديس دونستان في عام 1614. أضحى شماسًا ووكيلًا للكنيسة، وصديقًا للفيقار جون دون. انضم إلى شركة تجار المعدات في شهر نوفمبر من عام 1618. كانت زوجة والتون الأولى تدعى رايتشل فلاود (تزوجها في شهر ديسمبر من عام 1626)، وهي ابنة حفيدة شقيق رئيس أساقفة كرانمر. وتوفيت في عام 1640. سرعان ما تزوج مجددًا من آن كين (التي يحتمل أنها ولدت في عام 1641 - وتوفيت في عام 1662)، والتي تظهر باسم شخصية قروية تدعى كينا في كتاب «أمنية الصائد». كانت الأخت غير الشقيقة لتوماس كين الذي غدا أسقف باث وويلز في ما بعد.